# Сан Филипо (Виченца)
Сан Филипо је насеље у Италији у округу Венеција, региону Венето.
Према процени из 2011. у насељу је живело 29 становника. Насеље се налази на надморској висини од 3 м.